# Gülzow (Lauenburg)
Gülzow település Németországban, Schleswig-Holstein tartományban. Lakosainak száma 1306 fő (2023. december 31.).

## Népesség
A település népességének változása:
| Lakosok száma | 972  | 1295 | 1321 | 1322 | 1318 | 1306 |
|               | 1975 | 2017 | 2019 | 2021 | 2022 | 2023 |